# Giorgio Dal Monte
Giorgio Carlo Dal Monte (Aosta, 4 maggio 1931 – Aosta, 15 agosto 1992) è stato un calciatore italiano, di ruolo attaccante.
Aveva un fratello maggiore, noto come Dal Monte I, che militò nell'Aosta negli anni quaranta e cinquanta.
La città di Aosta ha reso omaggio al suo calciatore Giorgio Dal Monte: domenica 23 marzo 2025 è stato intitolato lo Stadio denominato Tsambarlet a questo grande campione del calcio.
Era presente un numeroso pubblico allo scoprimento della targa, con la presenza di numerose glorie del calcio aostano del passato, tra cui Nunzio Santoro, memoria storica del calcio locale e promotore dell'iniziativa. Santoro ha voluto rendere omaggio a "Roccia", (soprannome di Del Monte, 159 presenze in serie A e 53 reti segnate) che era divenuto un simbolo per la Regione. Presente anche l'assessora allo Sport Alina Sapinet e il sindaco di Aosta, Gianni Nuti.
Dal Monte con una carriera fatta di sacrifici, duro allenamento, rappresentava Aosta nel mondo del calcio italiano, dal Genoa al Milan, dalla Serie A alla Coppa Latina. La sua breve carriera, ha lasciato un segno profondo, rappresentando il sogno del riscatto della città valdostana dopo le difficoltà del dopoguerra.

## Caratteristiche tecniche
Brevilineo, con una certa tendenza al sovrappeso, era un centravanti molto potente fisicamente e dotato di un buon tiro. Poteva giocare anche come ala.

## Carriera

Dal Monte (accosciato, secondo da destra) nella formazione del Milan vincitore della Coppa Latina 1956

Proveniente dalla squadra della sua città, l'Aosta, nel 1952 viene ingaggiato dal Genoa, all'epoca militante in Serie B, e alla prima stagione contribuisce con 8 reti all'attivo alla vittoria del campionato e conseguente promozione in Serie A.
Resta al centro dell'attacco genoano per altre due stagioni in massima serie, realizzando complessivamente 17 reti, quindi nel 1955 passa al Milan appena laureatosi Campione d'Italia. Coi rossoneri disputa una stagione con 11 reti in 21 incontri di campionato disputati, ottenendo il successo nella Coppa Latina. È protagonista soprattutto nella neonata Coppa dei Campioni, nella quale realizza 3 reti su 5 incontri disputati, fra cui una doppietta dal dischetto nella semifinale di ritorno contro il Real Madrid vinta a San Siro, risultato tuttavia non sufficiente a ribaltare il 4-2 dell'andata.
A fine stagione torna al Genoa, con cui disputa altri quattro campionati in massima serie, realizzando 9 reti in ognuna delle prime due stagioni e 7 complessivi nelle due successive, fino alla retrocessione per illecito sportivo della stagione 1959-1960.
Chiude la carriera con il Rapallo Ruentes in Serie D.
In carriera ha collezionato complessivamente 159 presenze e 53 reti in Serie A e 29 presenze e 8 reti in Serie B.
Ha collezionato una presenza nella Nazionale italiana B e una presenza nella Nazionale Giovanile.

## Palmarès

### Competizioni nazionali
- Campionato italiano di Serie B: 1

Genoa: 1952-1953
- Campionato italiano Serie D: 1

Rapallo Ruentes: 1961-1962 (girone A)

### Competizioni internazionali
- Coppa Latina: 1

Milan: 1956